# Het Kwakvors
Het Kwakvors is een klein natuurgebied in de gemeente Peel en Maas in de Nederlandse provincie Limburg, niet ver van het dorp Grashoek. In dit gebied heeft in de jaren 90 van de 20e eeuw natuurontwikkeling plaatsgevonden. Het natuurgebied bestaat uit een laaggelegen graslandgebied met enkele vogelplassen, die goed te overzien zijn. Het geheel wordt omgeven door stroken nieuw aangelegd bos. De omvang is ca 25 ha. In de naaste omgeving liggen 't Zinkske (aan de Helenavaart), de Scherliet en de Marisberg.
Naar het zuiden toe sluit het Kwakvors aan bij de Kievit, een nat, open en laaggelegen gebied waarvoor plannen bestaan er een glastuinbouwgebied te vestigen.
De naam Kwakvors is ontleend aan een oud streekwoord voor een kikker.